# Plagiotremus rhinorhynchos
Plagiotremus rhinorhynchos là một loài cá biển thuộc chi Plagiotremus trong họ Cá mào gà. Loài này được mô tả lần đầu tiên vào năm 1852.

## Từ nguyên
Từ định danh rhinorhynchos được ghép bởi hai âm tiết trong tiếng Hy Lạp cổ đại: rhinós (ῥινός) và rhúnkhos (ῥύγχος), đều mang nghĩa là "mõm, mũi, mỏ chim", hàm ý đề cập đến phần mõm hình nón dày thịt ở cá trưởng thành của loài này.

## Phân bố và môi trường sống
Từ Biển Đỏ, P. rhinorhynchos có phân bố gần như rộng khắp khu vực Ấn Độ Dương - Thái Bình Dương, về phía đông đến quần đảo Line, quần đảo Marquises và quần đảo Société, giới hạn phía nam đến Nam Phi và Úc (gồm đảo Lord Howe), xa nhất về phía bắc đến đảo Jeju (Hàn Quốc) và Trung Nhật Bản (gồm cả quần đảo Ogasawara).
Dọc theo bờ biển Việt Nam, P. rhinorhynchos được ghi nhận tại hòn Sơn Chà (Thừa Thiên Huế), cù lao Chàm (Quảng Nam), Ninh Thuận và cù lao Câu (Bình Thuận), gồm cả quần đảo Hoàng Sa và quần đảo Trường Sa.
P. rhinorhynchos sống trên các rạn san hô, tập trung ở những khu vực san hô phát triển mạnh và trong đầm phá, độ sâu đến ít nhất là 40 m. Chúng ẩn náu trong các vỏ giun ống rỗng và hốc nhỏ khi gặp nguy hiểm.

## Mô tả
Chiều dài chuẩn lớn nhất được ghi nhận ở P. rhinorhynchos là 12 cm.
Vốn là loài chuyên tấn công những loài cá rạn san hô khác, P. rhinorhynchos có hành vi bắt chước kiểu hình của Labroides dimidiatus chưa trưởng thành, một loài cá bàng chài dọn vệ sinh vô hại, để dễ dàng tiếp cận con mồi. Khi bắt chước L. dimidiatus, P. rhinorhynchos có màu đen với một sọc dọc lưng màu xanh lam óng.
P. rhinorhynchos có thể "tắt" kiểu hình của L. dimidiatus và nhanh chóng (khoảng 1–5 phút) chuyển sang một kiểu hình hoàn toàn khác, gồm các dạng màu ô liu, nâu và cam với hai sọc trắng/lam nhạt, hoặc chúng vẫn giữ màu đen nhưng có đến hai sọc xanh óng. Các dạng màu này thường được quan sát khi P. rhinorhynchos đang lẫn trong các đàn cá có màu sắc tương đồng.
Khi bị bắt, P. rhinorhynchos lại chuyển sang dạng màu nâu hoặc ô liu, được Cheney và cộng sự (2017) gọi là màu "mặc định" của chúng. Kiểu màu cam này được nhìn thấy khi P. rhinorhynchos nằm trong một đàn có hơn 20 cá thể phân họ Anthiinae (thuộc họ Cá mú), như Pseudanthias squamipinnis.
Số gai vây lưng: 11; Số tia vây lưng: 32–36; Số gai vây hậu môn: 2; Số tia vây hậu môn: 29–33; Số tia vây ngực: 11–13.
Loài chị em của P. rhinorhynchos, Plagiotremus ewaensis, là loài đặc hữu của quần đảo Hawaii. P. ewaensis có màu vàng hoặc vàng cam với hai sọc xanh, sọc dưới (bao gồm cả dải viền đen) luôn dày hơn P. rhinorhynchos. Đáng kể là P. ewaensis có số răng cửa ở hàm dưới ít hơn hẳn so với P. rhinorhynchos.

## Sinh thái

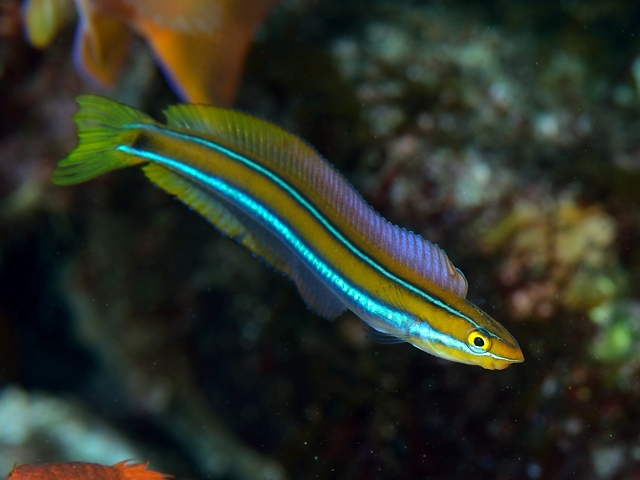
Dạng màu cam

Trứng của P. rhinorhynchos dính vào chất nền thông qua một tấm đế dạng sợi. Cá bột là dạng phiêu sinh vật, thường được tìm thấy ở vùng nước nông ven bờ.
Thức ăn của P. rhinorhynchos chủ yếu là mô và vảy từ những loài cá khác. Do đó, chúng bắt chước L. dimidiatus theo kiểu ngụy trang tấn công (aggressive mimicry) để đánh lừa những con cá ghé thăm các "trạm vệ sinh", từ đó tăng khả năng tiếp cận nguồn thức ăn. Những cá thể P. rhinorhynchos bắt chước được tìm thấy cách L. dimidiatus gần nhất là 1 m. Do sống gần khoảng cách và tương đồng về màu sắc với L. dimidiatus, P. rhinorhynchos có thể tránh được phần lớn những cuộc truy đuổi trả thù từ các "nạn nhân" của chúng.
Tỉ lệ tấn công thành công của P. rhinorhynchos tăng lên khi số lượng L. dimidiatus trở nên ít đi trong một địa điểm. Tỉ lệ này cũng gia tăng khi mật độ con mồi tiềm năng tập trung đông hơn, có lẽ vì tạo ra ít cơ hội cho con mồi nhận biết cách né tránh những kẻ bắt chước. Qua quan sát thực địa, cá "khách hàng" ít ghé thăm những "trạm vệ sinh" mà chúng thường xuyên bị P. rhinorhynchos tấn công, rõ ràng là do khả năng bắt chước của P. rhinorhynchos đã thay đổi về hành vi của những loài "khách hành".
P. rhinorhynchos có thể phân biệt giữa màu sắc mà chúng đang thể hiện và màu sắc của loài cá mà chúng bắt chước (loài mẫu), nhưng nhiều loài mẫu có khả năng nhận ra hầu hết các loài bắt chước chúng. Do đó, khả năng nhìn màu giúp P. rhinorhynchos bắt chước chính xác với loài cá mẫu, nhằm tránh sự phát hiện của chúng.